# Miskovits Márton
Miskovits Márton (Budapest, 1996. március  9. –)  magyar televíziós személyiség, műsorvezető. 2016-tól a TV2 munkatársa, korábban a Viva Tv műsoraiban volt látható.

## Pályafutása
Miskovits Márton 14 évesen kezdte akkor még online riporteri karrierjét az internetes TabuTV.hu-nál, ez időben a FIX TV-n is futott egy műsora Szívószál címmel.
2011 hozta meg számára az igazi áttörést, amikor is átigazolt a Viva Tv zenecsatornához, ahol a RandomMarci című műsort vezette. Ezzel a műsorral tett szert az országos ismertségre, de VIVA Tv-s pályafutása során rengeteg műsort vezetett, és sok más műsorban is szerepelt. 
2016 nyarán átigazolt a zenecsatornától a TV2 csoporthoz. 2016. augusztus 28-ával indult a Star Academy tehetségkutató kísérőműsora, a Star Academy Warm Up és a Star Academy Backstage című műsora(i), amely(ek) a SuperTV2-n voltak láthatóak késő délután és késő este. 
A műsorai mellett rendszeresen a tv2.hu oldalra is gyárt online tartalmakat.

## Műsorai

### VIVA TV
- VIVA Comet Gála élő vörösszőnyeg közvetítő, illetve afterparty műsorvezető (2012, 2013, 2014)
- RandomMarci című saját reality műsor (2011, 2012, 2013, 2014)
- VIVA Chart show (2013, 2014, 2015)
- Megálló (2011, 2012, 2013, 2014, 2015, 2016)
- Interaktív (2011, 2012)
- Menny a pokolba (2013)
- Bekérdezel (2015, 2016)
- Meztelen igazság (2015)
- Szintén zenész (2016)
- VIP lista (2016)

### A TV2 csoport csatornáinál
- Star Academy Warm Up – (műsorvezető) SuperTV2
- Star Academy Backstage – (műsorvezető) SuperTV2
- Kütyü, az okosmagazin! (műsorvezető) – TV2
- Bumm! (szereplő) – TV2
- Red Carpet – (műsorvezető/szereplő) – TV2
- Vigyázat, gyerekkel vagyok! (szereplő) – TV2
- Extrém Activity (szereplő) – SuperTV2
- FEM3Café (műsorvezető/szereplő) – FEM3
- Édes Élet (szereplő) – SuperTV2
- Életforma (szereplő) – FEM3
- Kapsz egy fülest! (szereplő) – HUMOR+
- A Nagy Duett (online műsorvezető) – tv2.hu
- Ripost (szereplő) – TV2
- Mokka (szereplő/helyszíni tudósító) – TV2
- Aktív (szereplő) – TV2
- Man vs. Fly (narrátor) – HUMOR+

## Rádiózás
2016 őszén a Rádió1-en futó Kukori című reggeli műsorban volt időnként társműsorvezető Balogh-Esperes Ákossal. 

## Zenei karrier
Miskovits Marci már 2012-ben is írt dalszövegeket a műsorvezetés mellett, de ezeknek kiadásán 2017 májusában gondolt, mert leágazóban volt a műsorvezetés. A VIVA TV kezdett már megszűnni, és a TV2-n is legágazóban voltak a műsorvezetési lehetőségek. Ezek okot adtak neki, hogy tényleg elkezdje zenei karrierjét. 2017. július 13-án adta ki debütáló dalát, amely a Városkép címet kapta.
Dalai:
• Miskovits – Városkép (2017)
• Miskovits ft. Mat Diamond – Veletek (2017)
• Miskovits ft. Royalszabi – Volt egy álmom (2017)
• Miskovits – Nem változom (2018)
• Miskovits x Fehér Holló – Budapest (2018)
• Miskovits – Mindenhol (2018)
• Miskovits ft. Kállay Saunders x Fehér Holló – Rád vártam (2018)
• Miskovits x Fehér Holló – Offos (2018)
• Miskovits – Jók lennénk (2019)
• Miskovits ft. Fehér Holló – Lé (2019)
• Miskovits ft. T.Danny x Fehér Holló – Tudod (2019)